# Julien-K
Julien-K ist eine Synth-Rock-Band aus den USA.

## Geschichte
Die Band wurde 2003 als Musikprojekt von den Orgy-Musikern Amir Derakh (Gitarre, Keyboard) und Ryan Shuck (Gesang, Gitarre) gegründet und besteht heute zudem aus Anthony „Fu“ Valcic (Synthesizer, Bass), der 2010 Brandon Belsky ersetzte, und Frank Zummo (Schlagzeug, Gesang), der 2012 Elias Andra ersetzte. Bisher veröffentlichte Julien-K zwei Studioalben, ein Remixalbum und vier Singles. Zudem hat Julien-K in Zusammenarbeit mit Jun Senoue zwei Songs zu zwei Videospielen der Reihe Sonic the Hedgehog von Sega beigesteuert: Der erste Song, This Machine kam in Sonic Heroes zum Einsatz und wurde Titelsong von Team Dark; der zweite Song, Waking Up, wurde in Shadow the Hedgehog als Titelsong der neutralen Endings verwendet.
Das erste Studioalbum Death to Analog erreichte den 10. Platz der Billboard Dance/Electronic Albums und den 37. Platz der Billboard Heatseeker Albums. Die Single Kick the Bass erreichte den 24. Platz der Billboard Dance/Club Play Songs. Der Song Technical Difficulties wurde als Soundtrack in Transformers verwendet.
Mit Dead by Sunrise, bestehend aus Chester Bennington (Linkin Park), allen damaligen Mitgliedern von Julien-K und Anthony „Fu“ Valcic, der zu diesem Zeitpunkt noch nicht zu Julien-K gehörte, wurde das Album Out of Ashes produziert, das am 20. Oktober 2009 weltweit erschienen ist. Es konnte sich in den US-amerikanischen Billboard 200 auf Platz 29 und in den deutschen Albumcharts auf Platz fünf platzieren. Auch die Single Crawl Back In erreichte die Charts.
Die Band steht bei Metropolis und Level 7 unter Vertrag. Dead by Sunrise wird ebenfalls auf der Myspace-Seite von Julien-K vertrieben.
Bedingt durch die weltweite Corona-Pandemie 2020 verstärkt die Band ihre Präsenz in den sozialen Medien. So wird seit April 2020 die Social-Payment-Plattform Patreon in Verbindung mit der Chat-Platform Discord immer stärker als Bindeglied zu den Fans genutzt. So kann die Band trotz der ausgefallenen Konzerte über Live-Streams mit den Fans kommunizieren. Aktuell finden so wöchentliche Events wie z.B Live-Cover-Sessions, Erläuterungen zur Bedeutung und Entstehung zu vorher durch Votings bestimmte Songs und allgemeine Band-Updates statt.

## Diskografie

### Studioalben
- 2009: Death to Analog
- 2012: We’re Here With You
- 2015: California Noir - Chapter One: Analog Beaches & Digital Cities
- 2016: California Noir - Chapter Two: Nightlife in Neon
- 2018: Time Capsule (Disc 1–4)
- 2020: Harmonic Disruptor[3]

### Remixalben
- 2009: Death to Digital
- 2010: Death to Digital X

### EPs und Singles
- 2008: Kick the Bass Promo EP
- 2008: Look at U - Deadmau5 Remixes
- 2008: Maestro - Koma + Bones Remix
- 2009: Someday Soon (Remixes)
- 2009: Kick the Bass Remixes
- 2009: Spiral - Remixes
- 2009: Kick the Bass - Contest Winner Remixes
- 2010: Kick the Bass (Deutsche Radio Promo-CD)
- 2010: Dreamland
- 2011: Casa Del Tigor Sessions
- 2011: SDS Sessions V.1 (Live-EP)
- 2011: Breakfast in Berlin
- 2012: We’re Here With You (Remixes)
- 2012: Cruel Daze of Summer (Remixes)
- 2015: Mannequin Eyes
- 2019: Photo Voltaire (Acoustic)